# (17397) 1981 EF48
A (17397) 1981 EF48 egy kisbolygó a Naprendszerben. Schelte J. Bus fedezte fel 1981. március 6-án.